# Stjepan Posedarski
Stjepan Posedarski (Stipan Posedarski; lat. Stephanus de Possidaria) (? – ?, iza 1545.), hrvatski velikaš, posedarski knez, zagrebački kanonik i vikar zagrebačkog biskupa te modruško-krbavski biskup iz hrvatske velikaške obitelji knezova Posedarskih.
Rodio se u velikaškoj obitelji oca, kneza i kapetana Petra Posedarskog († iza 1527.). Imao je brata, kneza Jurja Posedarskog. Postao je svećenik i kapelan hrvatskog bana Ivana IV. Karlovića Krbavskog († 1531.) te je opisao banovu borbu protiv Turaka u antiturskom govoru Oratio Stephani Possedarski habita apud Leonem Decimum iz 1516. godine, kojeg je izložio 1519. godine pred papom Lavom X. (1513. – 1521.).
Kao zagrebački kanonik i vikar zagrebačkog biskupa Šimuna Bakača de Erdődy († 1543.) dokazivao je 14. srpnja 1527. godine u istrazi koja se vodila u Posedarju da njegov brat Juraj Posedarski nije kriv što su Osmanlije zauzeli Obrovac. Kasnije se spominje kao modruško-krbavski biskup.

## Vanjske poveznice
- Ivan Karlović – Hrvatski biografski leksikon
- Šimun Bakač – Hrvatski biografski leksikon